# 不適切な関係
不適切な関係（ふてきせつなかんけい）は、人間関係にまつわる不祥事などの否定的な事象を表現した言葉のひとつ。さまざまな文脈において、否定的な事象を直接的に表現することを避けるために使用される。

## 用例
癒着、贈収賄
特定の業者と癒着して便宜を図ったりした場合に、当事者は「贈収賄」という直接的な表現を避け「業者との間に『不適切な関係』があった」などとぼやかして発表したりする。
性的スキャンダル、不倫関係
男女間の「性的スキャンダル」の際に、性的関係を指す暗喩的用語として使用される。有名なのは、1998年にアメリカのビル・クリントン大統領が、モニカ・ルインスキーと性的関係（執務室でのフェラチオ）を持った事実が発覚した際、「彼女と『不適切な関係』を持った（ I did have a relationship with Ms. Lewinsky that was not appropriate.）」と告白した。この影響で「不適切な関係」は当時の流行語にもなった。